# Pont en spaghetti

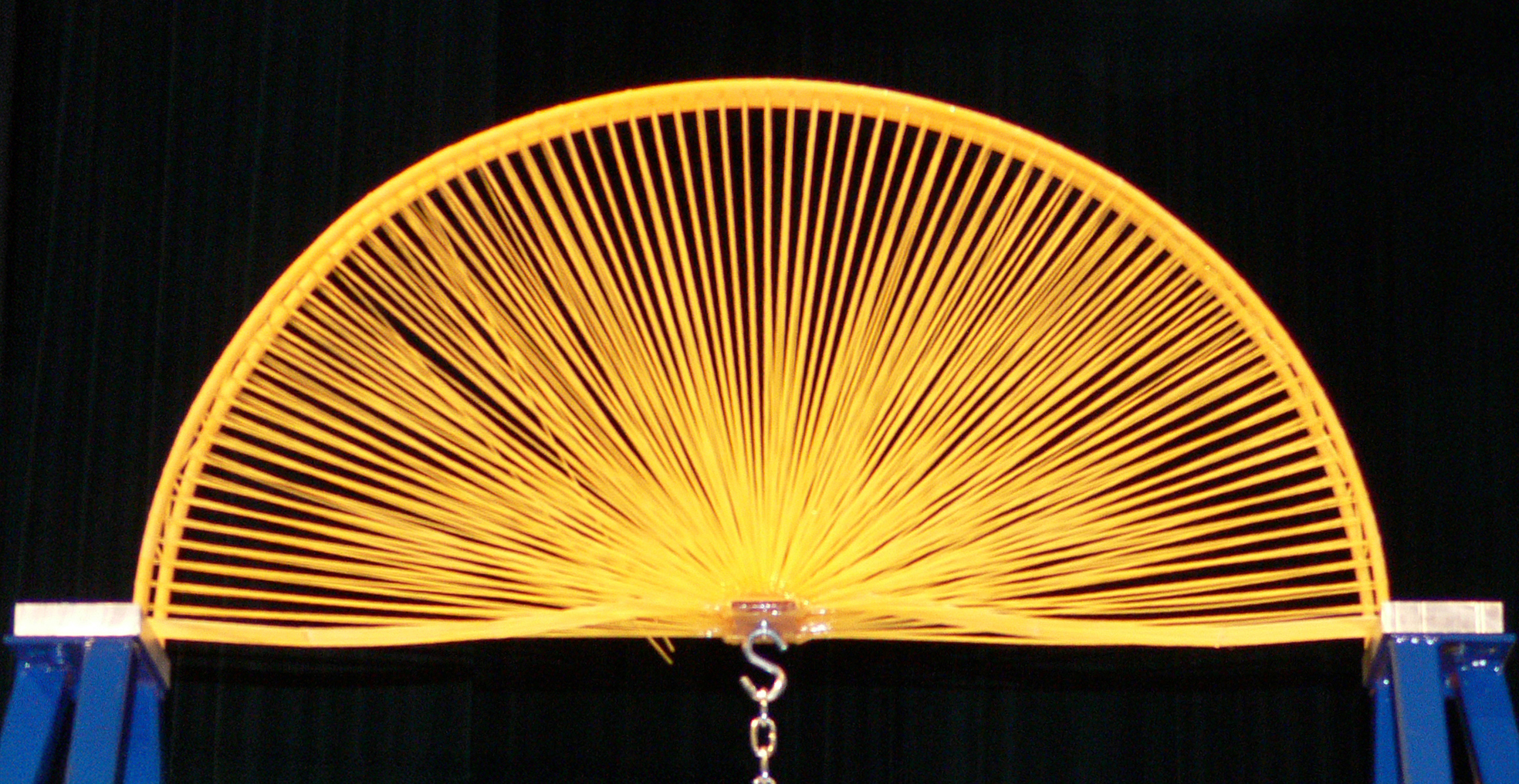
Un pont en spaghetti.

Un pont en spaghetti est une maquette de pont faite à l'aide de spaghetti et de colle. Ces ponts sont généralement construits soit dans un cadre pédagogique soit dans le cadre de compétitions à destination des collégiens, lycéens ou des jeunes étudiants. 
La plupart du temps le cahier des charges impose de construire dans un laps de temps donné un pont pouvant supporter une charge la plus grande possible avec une quantité limitée de matériau. Dans les compétitions, l'équipe ayant construit le pont soutenant la masse la plus élevée est désignée vainqueur. 
Selon les organisateurs d'autres formes pâtes que les spaghetti sont admises on parle souvent de Pasta bridge en anglais .

## Concours de résistance

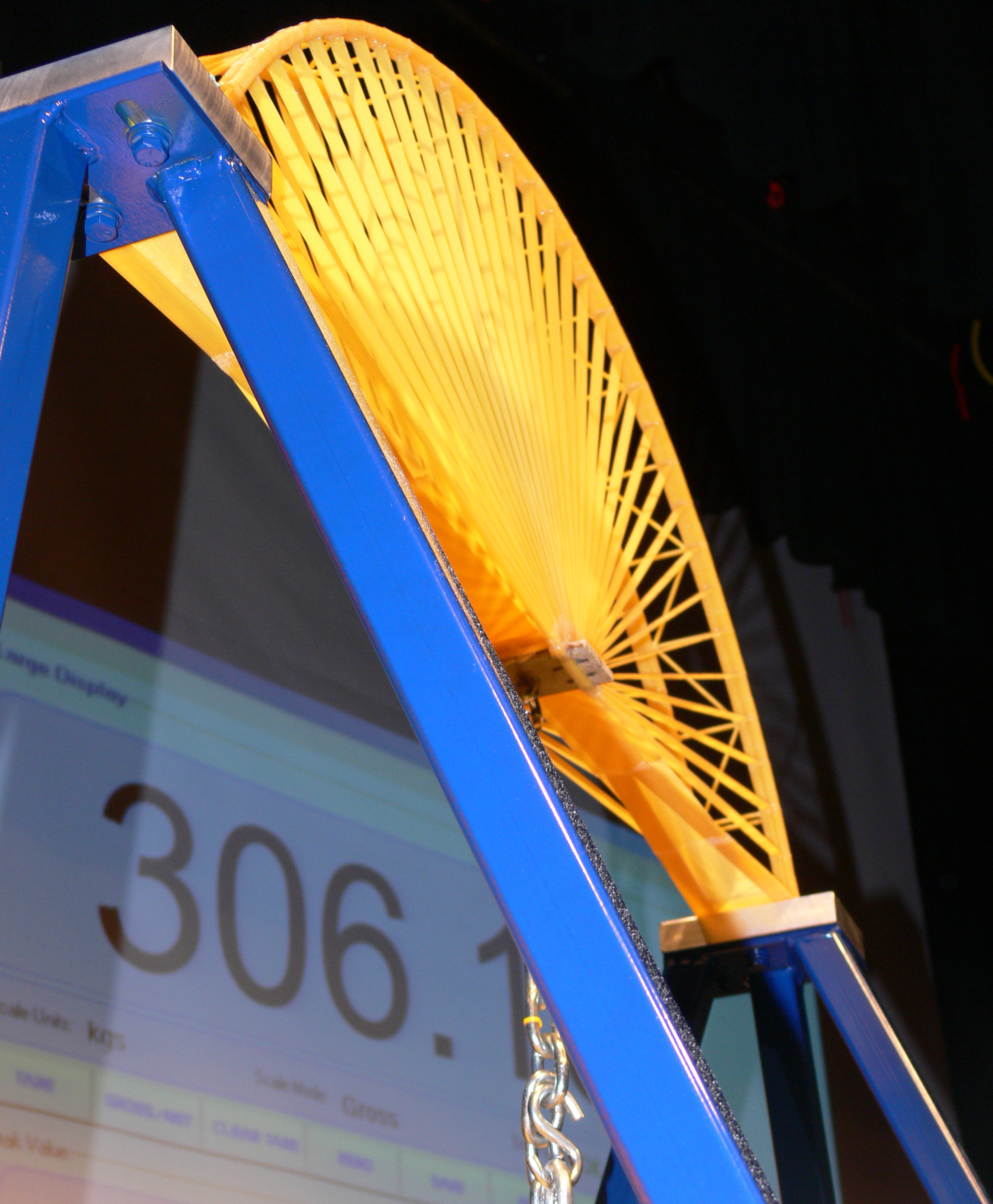
Le pont le plus résistant.

Des concours existent partout dans le monde, généralement organisés par des établissements scolaires ou universitaires.  
Une compétition annuelle a lieu depuis 1983 au Collège Okanagan, en Colombie-Britannique. Le concours est ouvert aux étudiants et lycéens du monde entier. Le record de la compétition a été établi en 2009 par Norbert Pozsonyi et Aliz Totivan de l'Université István Széchenyi en Hongrie. Leur pont — qui pesait 982 grammes et a tenu une charge de 443,58 kg — leur a permis d'empocher la somme de 1 500 dollars américains. 
D'autres compétitions existent de par le monde, aux États-Unis, Amérique du Sud, Australie ou encore en Europe,.  Le World Championship in Spaghetti Bridge Building organise une compétition mondiale en Hongrie chaque année .
Il faut noter que les caractéristiques géométriques et mécaniques des pâtes, les facteurs de solidité structurelle et  la conception de structure optimisée ont donné lieu à des publications académiques ,. La résistance dépend également du diamètre du spaghetti et de la marque les propriétés mécaniques imposées dans les concours hongrois sont spaghettis solides; diamètre: Ø1,8 mm, longueur: 100 mm, gross macaronis; diamètre extérieur: Ø3,2 mm, diamètre intérieur: Ø1,3 mm, longueur 150 mm, petits macaronis; diamètre extérieur: Ø3,0 mm, diamètre intérieur: Ø1,0 mm, longueur 150 mm (2008).

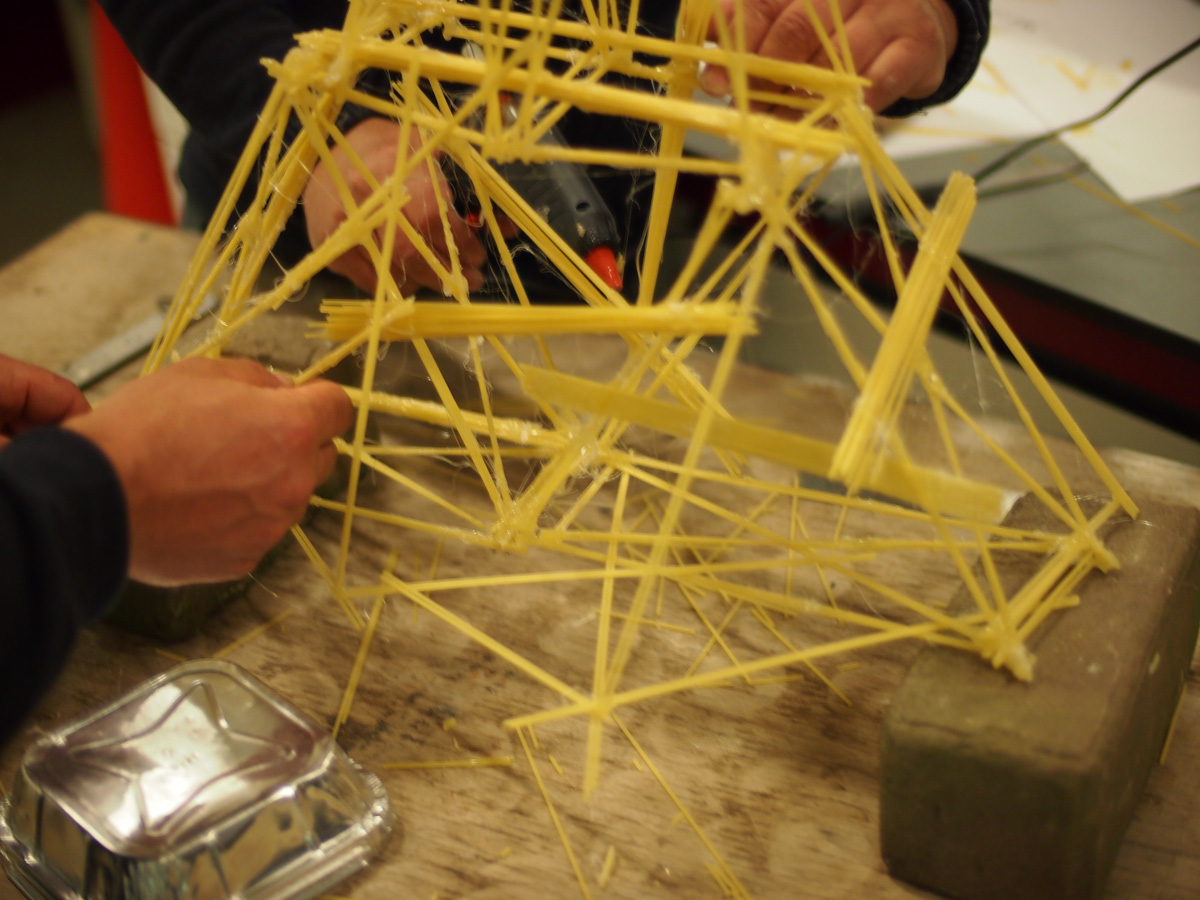
en construction

## Valeur pédagogique
A la différence des simulateurs la construction d'un pont en spaghetti en équipe est qualifié de ludique, concret et agréable. A la question pourquoi des pâtes ? un professeur de la Haute école Louvain en Hainaut (2018) a répondu « c'est léger, accessible et ça colle bien » . Il a été montré que les concours d'étudiants améliorent l'apprentissage de compétences non techniques pour de grandes cohortes d'ingénieurs de première année en Irlande .
L'Académie de Grenoble a publié un compte rendu de fabrication de poutres (750g de spaghettis, colle blanche capable de supporter 2kg.) en classe de CM1 CM2 .